# Aellopos ceculus
Aellopos ceculus là một loài bướm đêm thuộc họ Sphingidae. Nó chủ yếu sinh sống ở phía bắc Nam Mỹ nhưng cũng được biết đến ở phía bắc México.

## Hình ảnh

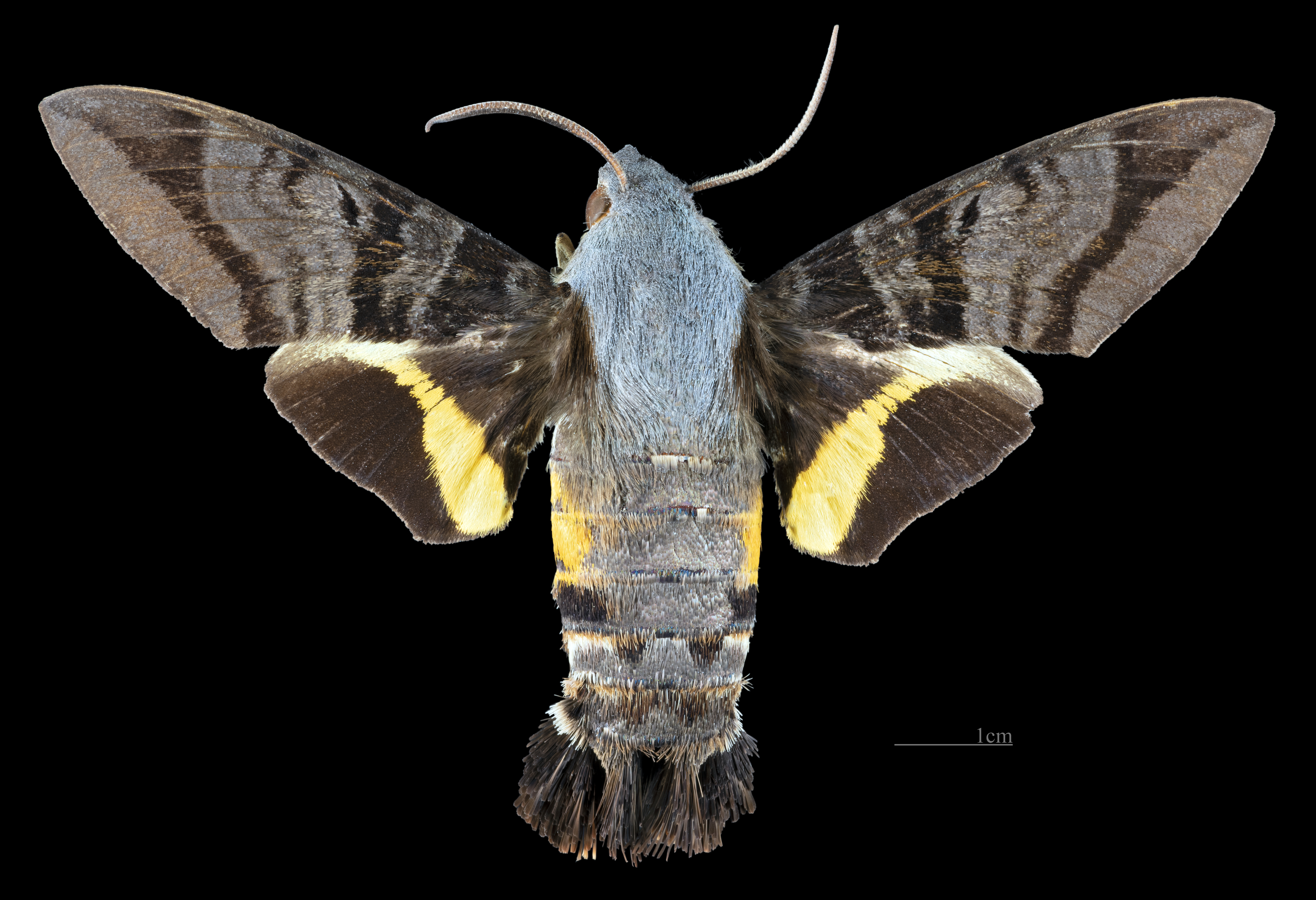
Aellopos ceculus ♂
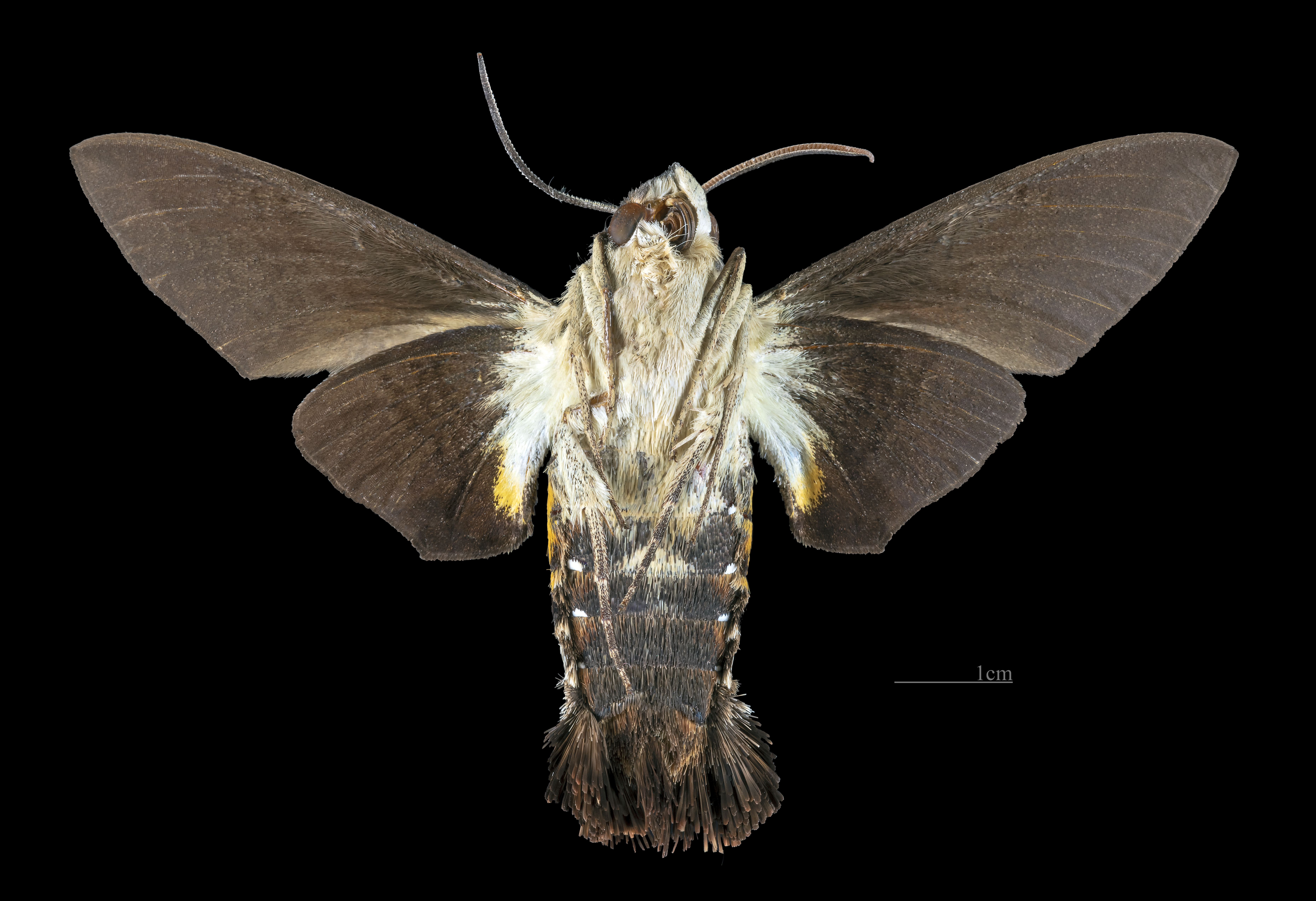
Aellopos ceculus ♂ △
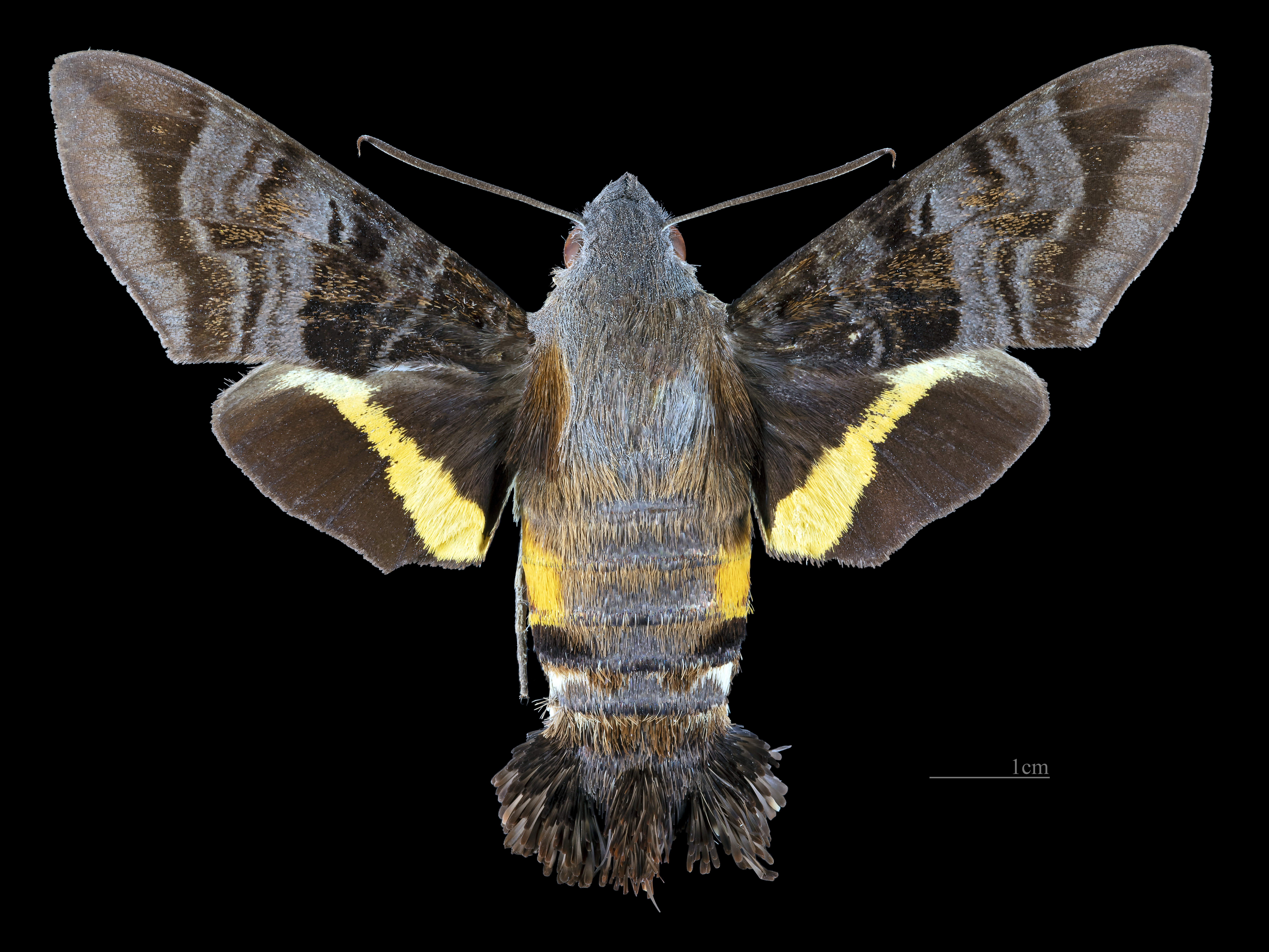
Aellopos ceculus ♀
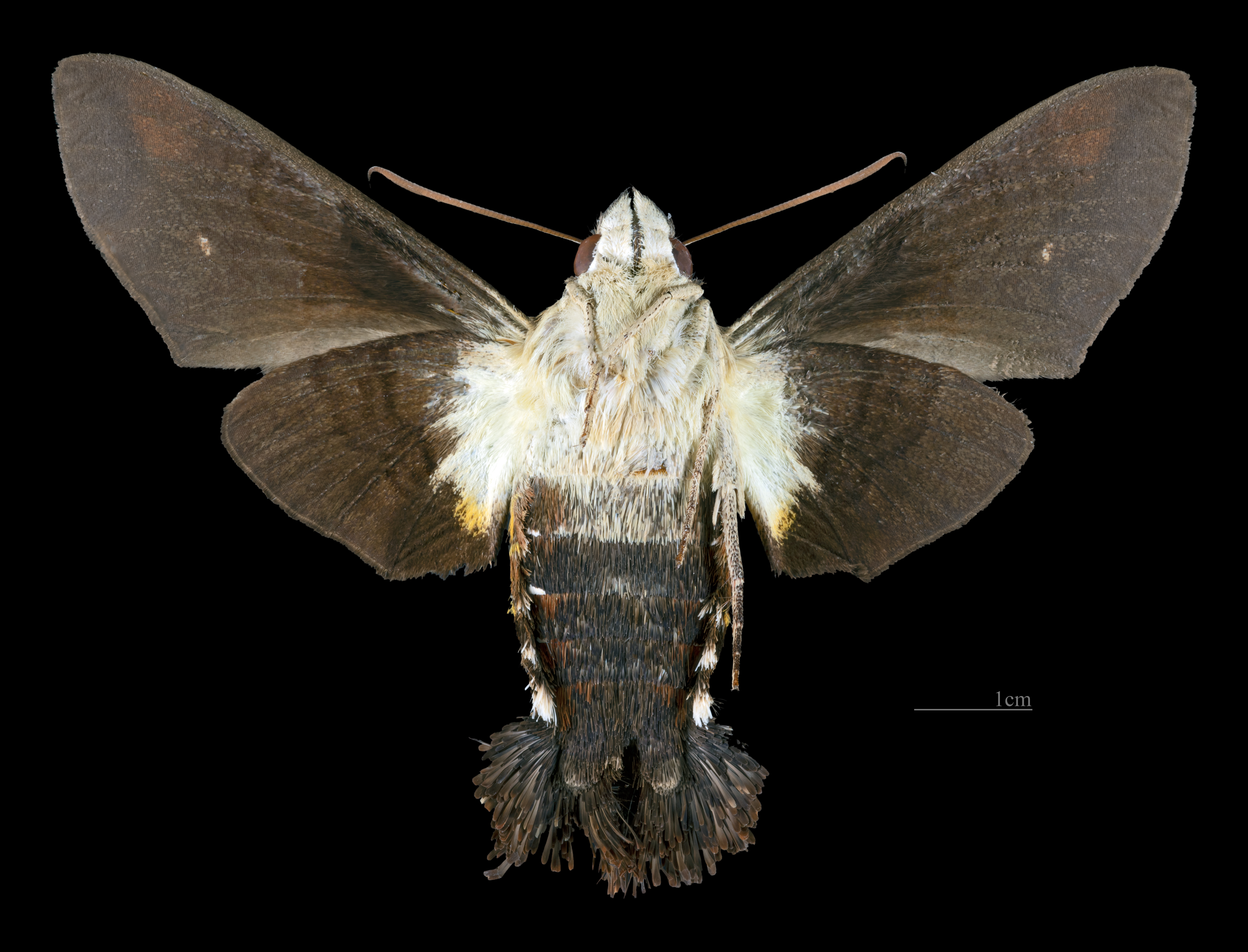
Aellopos ceculus ♀ △